# Gorgorhynchinae
Gorgorhynchinae is een onderfamilie in de taxonomische indeling van de Acanthocephala (haakwormen). De worm wordt meestal 1 tot 2 cm lang. Ze komen algemeen voor in het maag-darmstelsel van ongewervelden, vissen, amfibieën, vogels en zoogdieren.
De haakworm behoort tot de familie Rhadinorhynchidae. Gorgorhynchinae werd in 1940 beschreven door Harley Jones Van Cleave & Lincicome.